# Chapelle Saint-Sébastien de Ricey-Haut
La chapelle Saint-Sébastien de Ricey-Haut est une chapelle située aux Riceys, en France.

## Localisation
La chapelle est située sur la commune des Riceys, dans le département français de l'Aube.

## Historique
L'édifice date du XVIe siècle. Il est inscrit au titre des monuments historiques en 1980.